# Fayçal
Fayçal ist ein männlicher Vorname arabischen Ursprungs.

## Namensträger
- Fayçal Badji (* 1973), algerischer Fußballspieler
- Fayçal Fajr (* 1988), französisch-marokkanischer Fußballspieler
- Fayçal Hamza (* 1992), algerischer Radrennfahrer